# Bresolettes
Bresolettes là một xã của tỉnh Orne, thuộc vùng hành chính Normandie miền tây bắc nước Pháp.